# Джафаров, Роман Гусейнович
Роман Гусейнович Джафаров (26 мая 1970) — белорусский футболист, защитник.

## Биография
В профессиональном футболе дебютировал в первом сезоне независимого чемпионата Беларуси, во второй лиге в клубе «ЗЛиН» (Гомель). Со следующего сезона играл со своим клубом в первой лиге.
В ходе сезона 1993/94 перешёл в ведущую команду города — «Гомсельмаш» (позднее — ФК «Гомель») и сыграл свои первые матчи в высшей лиге. В начале 1995 года перешёл в «Ведрич» (Речица), провёл в клубе два с половиной года и по итогам сезона 1996 года вылетел из высшей лиги в первую. Летом 1997 года вернулся в «Гомель», который также играл в первой лиге, и стал победителем этого турнира. После выхода гомельского клуба в высший дивизион сыграл за полтора года лишь 3 матча и летом 1999 года вернулся в «Ведрич». В 1999 году с речицким клубом стал серебряным призёром первой лиги и следующие полтора сезона провёл в высшем дивизионе. Летом 2001 года в очередной раз вернулся в «Гомель», но в основном составе не закрепился. Стал обладателем Кубка Беларуси 2001/02, в финальном матче остался в запасе.
В конце карьеры провёл три сезона в первой лиге за «Химик» (Светлогорск).
Всего в высшей лиге Беларуси сыграл 128 матчей и забил 5 голов. В первой лиге — более 160 матчей.
После окончания спортивной карьеры работал в нефтяной отрасли в Сибири. Участвовал в любительских соревнованиях.

## Достижения
- Обладатель Кубка Беларуси: 2001/02
- Победитель Первой лиги Беларуси: 1997
- Серебряный призёр Первой лиги Беларуси: 1999